# ويليام سميث (لاعب كرة قدم بريطاني)
ويليام سميث (بالإنجليزية: William Smith)‏ (1886 في المملكة المتحدة - ) هو لاعب كرة قدم بريطاني (وحمل سابقاً جنسية المملكة المتحدة لبريطانيا العظمى وأيرلندا) في مركز الهجوم. لعب مع برادفورد سيتي وبريستون نورث إيند وستوك سيتي وهدرسفيلد تاون وDarwen F.C. (1870) ‏ ونادي نيلسون.